# 正答
| ウィキペディアには「正答」という見出しの百科事典記事はありません（タイトルに「正答」を含むページの一覧/「正答」で始まるページの一覧）。 代わりにウィクショナリーのページ「正答」が役に立つかもしれません。 |